# DAF 66
El DAF 66 es el último modelo de vehículo turismo, construido con la marca holandesa DAF, ya que en agosto de 1975 el modelo se transformó en el Volvo 66 después de la compra de la industria del automóvil DAF por la sueca Volvo.
Presentado como el heredero del DAF 55, el modelo 66 montaba los clásicos motores Bóxer de construcción holandesa y estaba equipado con un motor de 4 cilindros en línea de fabricación Renault. El primero de 1.100 cc heredado del Renault 8 y el segundo de 1.300 cc, igual que los que se montaban en los Renault 10 y 12.
El modelo también montaba la famosa transmisión automática de variador continuo Daf “Variomatic”
Las versiones comercializadas, fueron las clásicas: berlina, cupé y una versión furgoneta para el transporte de mercancías. También se construyó una versión especial destinada al ejército holandés que mantuvo el chasis y el motor acoplado a una carrocería abierta, al estilo del clásico Jeep y del que parece que se construyeron 1.200 unidades.
Incluso después de la adquisición de DAF por parte de Volvo, las modificaciones al modelo no fueron muy importantes, si se exceptúa la agudización del parachoques, al estilo clásico de la marca sueca, particularmente atenta a los problemas de seguridad en el automóvil. 
El modelo estuvo en producción con la marca Volvo, hasta su sustitución en 1980 por el modelo Volvo 343.
Del modelo DAF 66 se construyeron 101.967 unidades.